# Gears 5
Gears 5 ist ein Third-Person-Shooter-Videospiel, das von The Coalition entwickelt und von Xbox Game Studios für Microsoft Windows und Xbox One veröffentlicht wurde. Es ist der sechste Teil der Gears-of-War-Reihe und die Fortsetzung von Gears of War 4. Die Ultimate-Edition wurde am 6. September 2019 veröffentlicht, während die Standard-Edition des Spiels am 10. September 2019 weltweit veröffentlicht wurde und weitgehend positive Bewertungen erhielt.

## Gameplay
Zusätzlich zum Einzelspieler-Gameplay unterstützt das Spiel das lokale Split-Screen-Gameplay für drei Spieler oder das kooperative Online-Gameplay.

## Zusammenfassung
Gears 5 konzentriert sich auf Kait Diaz (Laura Bailey), eine Außenseiterin der Locust-Abstammung. Als Kait muss der Spieler die Herkunft der Familie der Locust und Kaits aufdecken. Der Protagonist von Gears of War 4, James Dominic „JD“ Fenix (Liam McIntyre), sein bester Freund Delmont „Del“ Walker (Eugene Byrd) und JDs Vater Marcus Fenix (John DiMaggio) kehren ebenfalls zurück.

### Handlung
Nach den Ereignissen des vorherigen Spiels werden JD, Del und Marcus zusammen mit Kait, die den Rang eines Unteroffiziers erhält, offiziell wieder in die COG-Armee aufgenommen. Als neue Delta-Truppe reformiert, reisen sie auf Damon Bairds Bitte zu den Ruinen von Azura, um einen Hammer-of-Dawn-Satelliten zu starten, um das Hammer-of-Dawn-Netzwerk wiederherzustellen. Danach kehren sie in die COG-Hauptstadt New Ephyra zurück, aber Baird informiert sie, dass er die anderen Satelliten immer noch nicht finden kann. Erste Ministerin Jinn erfährt von dem Start und befiehlt ihnen, das Netzwerk nicht wiederherzustellen, da dies gegen den Willen der verstorbenen Anya Stroud verstoßen würde, die beschlossen hatte, den Hammer of Dawn endgültig außer Betrieb zu setzen.
Jinn erhält die Nachricht, dass Siedlung 2 vom Schwarm angegriffen wird, und sendet JDs Trupp, um die Evakuierung zu unterstützen. Begleitet werden sie bei der Verteidigung der Siedlung von Augustus Cole, Clayton Carmine, seiner Nichte Lizzie und Fahz Chutani, JD, und Del's ehemaligem Teamkollegen. Während der Schlacht wurde bekannt, dass JD, Del und Fahz zuvor in Siedlung 2 eingesetzt worden waren, um einen Aufstand zu unterdrücken, der zum Tod von Zivilisten führte und JD und Del dazu veranlasste, AWOL zu gehen. Während eines hitzigen Streits mit Del enthüllt Fahz, dass JD ihm den Befehl gegeben hat, das Feuer auf die Zivilbevölkerung zu eröffnen, was dazu führt, dass Del und Kait das Vertrauen in JD verlieren. Als die Schwarmangriffe zunehmen und den Evakuierungskonvoi zu zerstören drohen, befiehlt JD Baird, den Hammer of Dawn vorzeitig abzufeuern. Während die Schwarmkräfte vernichtet werden, versagt der Hammer of Dawn und beginnt wild zu schießen. JD rettet eine Gruppe von Zivilisten, wird jedoch schwer verletzt, nachdem er Lizzie nicht vor dem Tod durch die Hammerschläge bewahrt hat.
Vier Monate später erreichen Kait und Del ein Outsider-Dorf im Skeleton of the Riftworm, um sie davon zu überzeugen, sich der COG anzuschließen. Der Dorfvorsteher, Kaits Onkel Oscar, weigert sich, sich anzuschließen, aber das Dorf wird plötzlich vom Schwarm angegriffen. Während des Kampfes wird Kait von einem Snatcher gefangen genommen und erlebt lebendige Visionen der Kontrolle der Schwarmkräfte. Sie entkommt dem Snatcher, kann aber Oskars Tod nicht verhindern. COG-Verstärkungen, angeführt von JD (der jetzt Captain ist) und Fahz, treffen dann ein, um das Dorf zu evakuieren. Kait erzählt allen von ihren Visionen und Marcus empfiehlt, dass sie zum Geheimlabor in New Hope geht, um Antworten zu finden. Del beschließt, sie gegen JDs Einwände zu begleiten. Als sie das Labor erreichen, erklärt Marcus, dass der Chefwissenschaftler Niles Samson an Kindern von Menschen experimentiert hat, die an einer Imulsionsvergiftung leiden. Sie finden Hinweise, die sie zum Berg Kadar führen, einer ehemaligen Hochburg der Locust.
Kait und Del gehen weiter zum Mount Kadar, wo sie ein weiteres geheimes COG-Labor finden, das unter dem Eis versteckt ist. Dort finden sie Niles als KI-Konstrukt noch am Leben und decken die gefrorenen Überreste von COG-Personal und Locust auf. Niles erklärt ihnen, dass die Locust das Ergebnis seiner geheimen genetischen Experimente war, indem er die DNA von mit Imulsion infizierten Kindern manipulierte und sie mit den indigenen Kreaturen des Hollows hybridisierte. Er enthüllt auch, dass Königin Myrrah ursprünglich ein Mensch war, der eine vollständige Immunität gegen Imulsion besaß und die Locust kontrollieren konnte, weil ihre Genetik verwendet wurde, um sie zu erschaffen. Als jedoch ihre neugeborene Tochter Reyna, Kaits tote Mutter, von ihrem Vater aus dem Labor entlassen wurde, führte Myrrah die Locust dazu, gegen die Wissenschaftler zu rebellieren und ihre Unabhängigkeit zu erlangen. Kait gerät in Panik, als sie merkt, dass sie die nächste Königin ist und verlangt, dass sie vom Schwarmgeist getrennt wird. Niles versetzt Kait in eine spezielle Gehirnscan-Maschine, die mit einem schlafenden Berserker namens Matriarch verbunden ist, der Kait erfolgreich vom Hivemind trennt, dabei aber auch Reyna wiederbelebt, da ihr Bewusstsein immer noch im Hivemind lebt. Niles flieht dann und enthüllt, dass er Reyna absichtlich wiederbelebt hat, damit der Schwarm das beenden kann, was die Locust begonnen hatten. Niles wird bald von der wiederbelebten Matriarchin zerstört, Kait und Del töten es, bevor sie aus der Einrichtung fliehen. Kait erkennt, dass Reyna nun die neue Schwarmkönigin ist und bekräftigt die Notwendigkeit des COG, den Hammer of Dawn wieder zu aktivieren.
Einige Zeit später bringt Baird die Gruppe nach Vasgar, wo sich das geheime Raumfahrtprogramm der Union der Unabhängigen Republiken befand. Baird trifft sich wieder mit seinem ehemaligen Teamkollegen Garron Paduk, der jetzt der Anführer einer Gruppe von Nomaden ist, die in der Wüste überleben. Paduk enthüllt, dass die UIR eine Rakete mit Hammer-of-Dawn-Satelliten zum Start bereit hatte, eine Tatsache, die sowohl die COG als auch die UIR vor der Öffentlichkeit geheim hielten. Er enthüllt auch, dass der Schwarm in letzter Zeit organisierter geworden ist und neue Waffen und Rüstungen entwickelt hat. Als Kait, Del und Baird erkennen, dass die erhöhte Intelligenz des Schwarms das Ergebnis von Reynas Auferstehung ist, beschließen sie, den Hammer of Dawn so schnell wie möglich wieder zu aktivieren. JD und Fahz kommen ebenfalls, um Kait zu helfen. JD entschuldigt sich bei Del und Kait für seine vorherige Täuschung. Der Trupp schafft es, die Rakete zusammenzubauen und zu starten und Zielbaken zu erwerben, um den Hammer of Dawn zu kontrollieren, obwohl sie bald mit einer massiven Schwarmkreatur namens Kraken konfrontiert werden. Die Gruppe schafft es kaum, ihr zu entkommen, als Paduk sie in einem Raven abholt, um sie nach Hause zu fliegen.
Nach der Rückkehr nach New Ephyra plant die Gruppe, den Hammer of Dawn zu starten. Jinn versucht Kait zu verhaften, um sie gewaltsam mit dem Hivemind zu verbinden, um den Schwarm zu kontrollieren. Bevor sie dies jedoch tun kann, greift der Schwarm New Ephyra an. Die Gears versuchen, UIR-Zielbaken einzurichten, um dem Hammer of Dawn Zieldaten bereitzustellen, aber der Kraken zerstört sie. Reyna, die jetzt in die Königin des Schwarms verwandelt ist, erscheint und greift Kait, JD und Del an. Kait muss entweder JD oder Del retten, und Reyna muss den anderen töten. Kait und der Überlebende kämpfen sich zurück zu ihren Freunden, werden aber von der Krake angegriffen. Die verbleibenden Soldaten fallen auf die Außenmauer von New Ephyra zurück, um den Kraken abzuwehren, und sind bald überwältigt, bis der Roboter-Begleiter des Trupps, Jack, den Kraken tötet, indem er sich als Zielsignal für den Hammer der Morgenröte opfert. In der Folge warnt Marcus Kait, dass Reyna zurückkehren wird, und Kait bemerkt, dass sie sie zuerst finden werden, bevor sie die Locust-Halskette ihrer Mutter wegwerfen.

## Entwicklung
Gears 5 wurde von The Coalition als Fortsetzung von Gears of War 4 entwickelt. Im Gegensatz zu früheren Spielen in der Gears-of-War-Reihe trägt das Spiel einfach den Titel Gears 5 (ohne „of War“ im Titel). Xbox-Marketingchef Aaron Greenberg erklärte, der neue Titel sei „sauberer“ und eine natürliche Veränderung, da die meisten Leute „of War“ jahrelang ignoriert hätten. Für Gears 5 entschied sich The Coalition, den Fokus der Spieler von JD Fenix auf Kait Diaz zu verlagern. Laut Studioleiter Rod Fergusson „war es eine natürliche Wahl. Wenn Sie Gears 4 durchspielen, stellen Sie es sich als Mad Max: Fury Road vor. Es war wirklich Furiosas Geschichte, und Max war der Side Kick. So fühlte es sich in Gears 4 an, im ganzen Spiel geht es darum, Kaits Mutter zu retten, und JD ist wirklich da, um ihr zu helfen.“

## Marketing und Veröffentlichung
Gears 5 wurde auf der E3 2018 zusammen mit Gears Pop und Gears Tactics angekündigt. Das Spiel wurde am 10. September 2019 im Rahmen von Xbox Play Anywhere für Windows 10 und Xbox One veröffentlicht. Auf der E3 2019 wurde bekannt gegeben, dass bei einem Crossover mit dem kommenden Film Terminator: Dark Fate die Spieler entweder Sarah Connor mit Linda Hamilton kontrollieren würden, die ihren Charakter zum Ausdruck bringt, oder ein T-800 Terminator-Modell als Vorbestellungsbonus oder mit Xbox Game Pass und Xbox Game Pass Ultimate. Darüber hinaus tritt der Actionfilmschauspieler Dave Bautista als spielbarer Charakter in einer limitierten Veröffentlichung auf, in der er sein Gimmick als WWE-Wrestler einsetzt, nachdem er Interesse an der Darstellung von Marcus Fenix in einer möglichen Verfilmung von Gears of War bekundet hat, für die auch Goldbergs Ähnlichkeit verwendet wurde Damon Baird, ein weiterer Hauptcharakter der Serie. Zusätzlich zu den Standard- und den ultimativen Editionen wurde ein Xbox-One-X-Konsolenpaket als Gears 5 Limited Edition angekündigt, das am selben Tag wie die Veröffentlichung des Spiels veröffentlicht wurde. Das Bundle enthält die Ultimate Edition des Spiels, eine Xbox-One-X-Konsole in limitierter Auflage, einen Controller, ein Headset, eine drahtlose Tastatur, eine Maus von Razer (für Konsole und PC), externe Festplatten von Seagate, Gears of War: Ultimate Edition und die Standardversionen von Gears of War 2, Gears of War 3 und Gears of War 4.
Das Spiel bietet Verbesserungen für die Xbox Series, darunter Texturen mit höherer Auflösung, neue visuelle Effekte wie volumetrischer Nebel und eine Geschwindigkeit von mindestens 60 Bildern pro Sekunde mit einem Potenzial von bis zu 120 Bildern pro Sekunde.

## Rezeption
Gears 5 hat laut dem Rezensionsaggregator Metacritic „allgemein positive“ Bewertungen erhalten. Kritiker lobten das Gameplay, die Kampagne, die Präsentation und die Menge an Inhalten, kritisierten jedoch die Geschichte und den Mangel an Innovation. Viele Kritiker lobten das Spiel als erfolgreiche Rückkehr zur Form für die Serie.
Ryan McCaffrey von IGN gab dem Spiel in einem begeisterten Review eine 9/10 und erklärte: „Um es klar zu sagen: Es ist überhaupt nicht überraschend, dass Gears 5 ein hervorragendes Third-Person-Actionspiel ist. Diese ikonische Serie hatte noch nie einen Aussetzer, selbst als der ursprüngliche Entwickler Epic zu The Coalition wechselte, und die Erfolgssträhne ist ungebrochen. Überraschend ist, wie wirkungsvoll das Spiel auf die Story setzt, mit einer charakterorientierten, folgenreichen Geschichte, die eine der am meisten unterschätzten Stärken der Serie ausspielt und sie mit unterhaltsamen, willkommenen Ergänzungen der Gameplayformel und des Spielablaufs untermauert. Und das ist nur die Kampagne: Nimmt man noch die knallharten Mehrspielermodi Versus, Versus Arcade, Horde und Escape hinzu, wird Gears 5 zu einem der besten und vielseitigsten Actionspiele der jüngsten Vergangenheit.“
Andrew Reiner von Game Infomer bewertete Gears 5 mit 8,5/10 und schloss damit ab: „Gears 5 ist genau das, was es sein muss. Dieser alte Kriegstierarzt hat immer noch was zu bieten. Die Erkundung der offenen Welt hat Probleme, aber das reicht nicht aus, um The Coalition den Wind aus den Segeln zu nehmen, den sie auf dem Schlachtfeld geschickt einsetzt. Die Kampagne ist eine unterhaltsame Fahrt, die mit einem Schockmoment und einem höllisch guten Aufbau für eine Fortsetzung endet. Ich freue mich schon auf diese Fortsetzung.“
Wesley Yin-Poole, stellvertretender Herausgeber von Eurogamer, empfahl das Spiel mit 4 von 5 Sternen. Er schloss: „Die Kampagne ist wirklich großartig. Vielleicht sogar besser als großartig, je mehr ich darüber nachdenke. All die neuen Dinge darüber - das Zeug der offenen Welt, Jacks Kräfte, die leichten RPG-Elemente, die Nebenquests - all dieses Zeug wurde vor Jahren von anderen Spielen besser gemacht. Aber diese anderen Spiele waren nicht Gears of War, das wirklich anständiges Schießen aus der third-person, wirklich interessante Dinge und eine Geschichte hat, die nicht schwer versucht, Preise zu gewinnen. Aber während Versus, Horde und sogar Escape geht es letztendlich gut, sie werden vom Fortschrittssystem der Party-Pooper enttäuscht. Die Hoffnung ist, dass The Coalition die Funktionsweise des Battle Pass optimiert, denn so wie es aussieht, ist Gears 5 deprimierend.“
Phil Hornshaw von GameSpot bewertete es mit 7/10 und lobte die „offenen Bereiche“ innerhalb der Kampagne und die „Charaktermomente“ darin. Er kritisierte jedoch, dass sich die meisten Kampagnen nach dem zweiten Akt „belanglos“ fühlten und dass sich die Kampagne wie eine „Wiederholung früherer Spiele“ anfühlte. Er kam zu dem Schluss, dass „Gears 5 eine Rückkehr zu den besten Elementen von Gears of War ist, aber mit dem Ziel, das Spiel etwas anpassungsfähiger für Ihre speziellen Spielweisen zu machen. Egal, ob Sie eine Kampagne oder einen Koop-Modus, einen Wettbewerb oder ein Quickplay wünschen, in Gears 5 gibt es eine Option für Sie und viele Dinge, die Sie für die aufgewendete Zeit und die erworbenen Fähigkeiten belohnen. Gears 5 könnte unter den gleichen Fehltritten beim Geschichtenerzählen leiden wie seine Vorgänger, und es wagt sich vielleicht nicht weit aus der Vergangenheit heraus, aber die neuen Ideen, die es in die Serie bringt, sind alles gute Gründe für die Fans, zurückzukehren.“
Justin Clark vom Slant Magazine gab eine Bewertung von 4/5, und schrieb: „Escape zeichnet sich insbesondere dadurch aus, wie viel Arbeit investiert wurde, um Gears 5 anderweitig zugänglich zu machen. Die Gears-of-War-Reihe ist von ihrer schlimmsten Gewohnheit befreit worden: der Versuch, sich als besser, härter oder stoischer zu erweisen als der Rest, so dass die tieferen Implikationen ihrer Überlieferungen in den Vordergrund treten konnten. Obwohl ‚of War‘ aus dem Titel gestrichen wurde, ist Gears 5 das erste Mal, dass die Serie die Brutalität ihrer Kämpfe nicht nur blutig und kathartisch, sondern auch auf menschlicher Ebene fesselnd und beunruhigend intim wirkt. Der Kernpunkt des Dudebro-Schützen hat sich mit der Zeit weiterentwickelt, und die Welt ist so viel besser für ihn“.

### Verkäufe
Das Spiel wurde am ersten Wochenende von 3 Millionen Menschen gespielt. Es ist der erfolgreichste Erstanbieter-Start von Microsoft seit Halo 4. In Großbritannien waren die Verkäufe jedoch geringer als beim Vorgänger, der sich zum Start deutlich besser verkaufte. Das Spiel wurde zum größten Start für den Xbox Game Pass. In der Startwoche spielten mehr als 3 Millionen Spieler das Spiel.